# Atticus: ...Dragging the Lake
Atticus: ...Dragging the Lake è la prima raccolta creata dalla marca di abbigliamento Atticus Clothing e pubblicata dalla SideOneDummy.

## Tracce
1. Alkaline Trio – Jaked on Green Beers
2. Finch – Post Script
3. blink-182 – Time to Break Up
4. New Found Glory – Ex-Miss
5. The Movielife – Walking On Glass
6. Autopilot Off – Long Way To Fall
7. Avoid One Thing – Yakisoba
8. Midtown – Find Comfort in Yourself
9. Rival Schools – On Vacations
10. Box Car Racer – Tiny Voices
11. Madcap – Bright Lights, Big City
12. American Nightmare – AM/PM
13. Sugarcult – Daddy's Little Defect
14. Glassjaw – Radio Cambodia
15. The Mighty Mighty Bosstones – Sugar Free
16. Bad Astronaut – Catherine Morgan
17. The Starting Line – Greg's Last Day
18. Simple Plan – I'd Do Anything
19. Name Taken – The Safety of Routine
20. The Used – A Box Full of Sharp Objects
21. Agent 51 – I Believe
22. Slick Shoes – Friday Nite
23. Kut U Up – Destination
24. Jimmy Eat World – A Praise Chorus (live)